# Lê Mạnh Hùng
Lê Mạnh Hùng (sinh ngày 24 tháng 10 năm 1973) là doanh nhân, chính trị gia nước Cộng hòa xã hội chủ nghĩa Việt Nam. Ông hiện là Bí thư Đảng ủy, Chủ tịch Hội đồng thành viên Tập đoàn Dầu khí Việt Nam, Đảng ủy viên Khối Doanh nghiệp Trung ương, Đại biểu Quốc hội khóa XV từ Cà Mau, Ủy viên Ủy ban Kinh tế của Quốc hội. Ông từng là Tổng giám đốc và Phó Tổng giám đốc tập đoàn này, kiêm vị trí lãnh đạo các công ty con như Công ty Hóa dầu Long Sơn, Công ty Dung dịch khoan và Hóa phẩm Dầu khí.
Lê Mạnh Hùng là đảng viên Đảng Cộng sản Việt Nam, học vị Kỹ sư Hóa dầu, Tiến sĩ Hóa học, Cao cấp lý luận chính trị. Ông có sự nghiệp tập trung vào ngành công nghệ hóa dầu của Việt Nam, từ chuyên viên cho đến khi lãnh đạo Tập đoàn Dầu khí.

## Xuất thân và giáo dục
Lê Mạnh Hùng sinh ngày 24 tháng 10 năm 1973 tại xã Hiệp Cường, huyện Kim Động, tỉnh Hải Hưng, nay là tỉnh Hưng Yên. Ông lớn lên và tốt nghiệp phổ thông ở Kim Động, đến năm 1991 thì thi đỗ Đại học Bách khoa Hà Nội, lên thủ đô nhập học từ tháng 9 cùng năm rồi tốt nghiệp Kỹ sư Công nghệ hữu cơ – hóa dầu vào tháng 7 năm 1995. Sau đó, ông tiếp tục học cao học từ tháng 9 năm 1997 đến tháng 8 năm 2000, nhận bằng Thạc sĩ Công nghệ hóa dầu, là nghiên cứu sinh rồi trở thành Tiến sĩ Hóa học chuyên ngành Hóa dầu và Xúc tác hữu cơ. Ông được kết nạp Đảng Cộng sản Việt Nam vào ngày 30 tháng 8 năm 2007, trở thành đảng viên chính thức sau đó 1 năm, từng theo học các khóa chính trị ở Học viện Chính trị Quốc gia Hồ Chí Minh và tốt nghiệp Cao cấp lý luận chính trị. Hiện ông thường trú ở phường Mộ Lao, quận Hà Đông, Hà Nội.

## Sự nghiệp

### Các giai đoạn
Tháng 7 năm 1995, sau khi tốt nghiệp Bách khoa Hà Nội, Lê Mạnh Hùng được nhận vào làm ở Nhà máy Bia Việt Đức ở Khu Công nghiệp Sài Đồng – Hà Nội, bắt đầu ở vị trí chuyên viên công tác kỹ thuật, phụ trách kỹ thuật công nghệ. Làm ở đây 2 năm, ông học cao học 3 năm cho đến năm 2000, vào ngày 15 tháng 8 năm này thì được nhận vào làm ở một doanh nghiệp nhà nước và Công ty liên doanh Nhà máy Lọc dầu Việt Nga, sau đó là Ban Quản lý dự án Nhà máy Lọc dầu Dung Quất Quảng Ngãi, là Kỹ sư Công nghệ ở Phòng Công nghệ và Môi trường. Từ ngày 26 tháng 2 năm 2001, ông được điều tới Tổng công ty Dung dịch khoan và Hóa phẩm Dầu khí (PVchem), tiếp tục là Kỹ sư Công nghệ thuộc khối kỹ thuật. Ở Tổng công ty này 4 năm, cho đến ngày 1 tháng 12 năm 2005, ông được điều tới Tổng công ty Dầu khí Việt Nam, nay là Tập đoàn Dầu khí Việt Nam (PVN), là Chuyên viên của Ban Chế biến Dầu khí. Sau tháng 5 năm 2006, ông tiếp tục được điều chuyển, và lần này là vào công chức, là Chuyên viên của Vụ Dầu khí, nay là Vụ Công nghiệp, Văn phòng Chính phủ. Cuối năm 2007, ông trở lại PVN, nhậm chức Phó Trưởng ban Chế biến Dầu khí, cho đến ngày 15 tháng 6 năm 2009 thì được điều đến một công ty con của tập đoàn là Công ty Hóa dầu Long Sơn liên doanh giữa tập đoàn, SCG, và Qatar Petroleum International, làm Phó Tổng Giám đốc. Sang cuối năm 2009, ông được điều tới Cụm Khí–Điện–Đạm Cà Mau của tập đoàn, nhậm chức Bí thư Đảng ủy, Trưởng ban Quản lý dự án, rồi kiêm nhiệm thêm là Thành viên Hội đồng Thành viên, Giám đốc Công ty trách nhiệm hữu hạn một thành viên Phân bón Dầu khí Cà Mau (PVCFC) từ ngày 22 tháng 3 năm 2011.

### Tập đoàn Dầu khí
Vào ngày 26 tháng 9 năm 2013, Lê Mạnh Hùng được điều về trụ sở, được bổ nhiệm làm Phó Tổng Giám đốc tập đoàn, bên cạnh đó được bầu giữ các chức vụ trong tổ chức xã hội như Phó Chủ tịch Hội Hóa học Việt Nam, Phó Chủ tịch Hội Hữu nghị Việt – Anh. Ngày 23 tháng 6 năm sau, ông được bầu vào Ban Thường vụ Đảng ủy tập đoàn, tiếp tục là Phó Tổng Giám đốc kiêm Chủ tịch Hộì đổng Thành viên Công ty Hóa dầu Long Sơn khi tập đoàn đang kiểm soát vốn điều lệ công ty này. Ông được miễn nhiệm ở Long Sơn từ năm 2017, chuyển sang kiêm Chủ tịch Hội đồng Quản trị PVchem từ ngày 29 tháng 6 năm này cho đến giữa năm 2018. Ngày 20 tháng 6 năm 2019, ông được Thủ tướng Chính phủ Nguyễn Xuân Phúc bổ nhiệm làm Thành viên Hội đồng Thành viên, Tổng Giám đốc Tập đoàn Dầu khí Việt Nam, bên cạnh đó, giữ vị trí Phó Bí thư Đảng ủy tập đoàn, rồi Bí thư Đảng ủy Cơ quan tập đoàn này từ tháng 6 năm 2020, được bầu làm Ủy viên Ban Chấp hành Đảng bộ Khối Doanh nghiệp Trung ương từ ngày 30 tháng 10 năm 2020. Năm 2021, với sự giới thiệu của Đảng ủy Khối Doanh nghiệp, ông tham gia ứng cử đại biểu quốc hội từ Cà Mau, tại đơn vị bầu cử 1 gồm thành phố Cà Mau, huyện Thới Bình, U Minh, rồi trúng cử Đại biểu Quốc hội khóa XV, Ủy viên Ủy ban Kinh tế của Quốc hội với tỷ lệ 72,42%.
Ngày 22 tháng 12 năm 2023, Lê Mạnh Hùng được Thủ tướng Chính phủ bổ nhiệm làm Chủ tịch Hội đồng thành viên Tập đoàn Dầu khí Việt Nam, đồng thời Đảng ủy Khối doanh nghiệp Trung ương cũng đã có quyết định chuẩn y ông giữ chức Bí thư Đảng ủy Tập đoàn.

## Khen thưởng
- Huân chương Lao động hạng Nhì;
- Huân chương Lao động hạng Ba;